# Aurimont
Aurimont (gaskognisch gleichlautend) ist eine französische Gemeinde mit 215 Einwohnern (Stand 1. Januar 2022) im Département Gers in der Region Okzitanien (vor 2016 Midi-Pyrénées). Sie gehört zum Arrondissement Auch und zum Kanton Astarac-Gimone. Die Einwohner werden Aurimontois genannt.

## Geografie

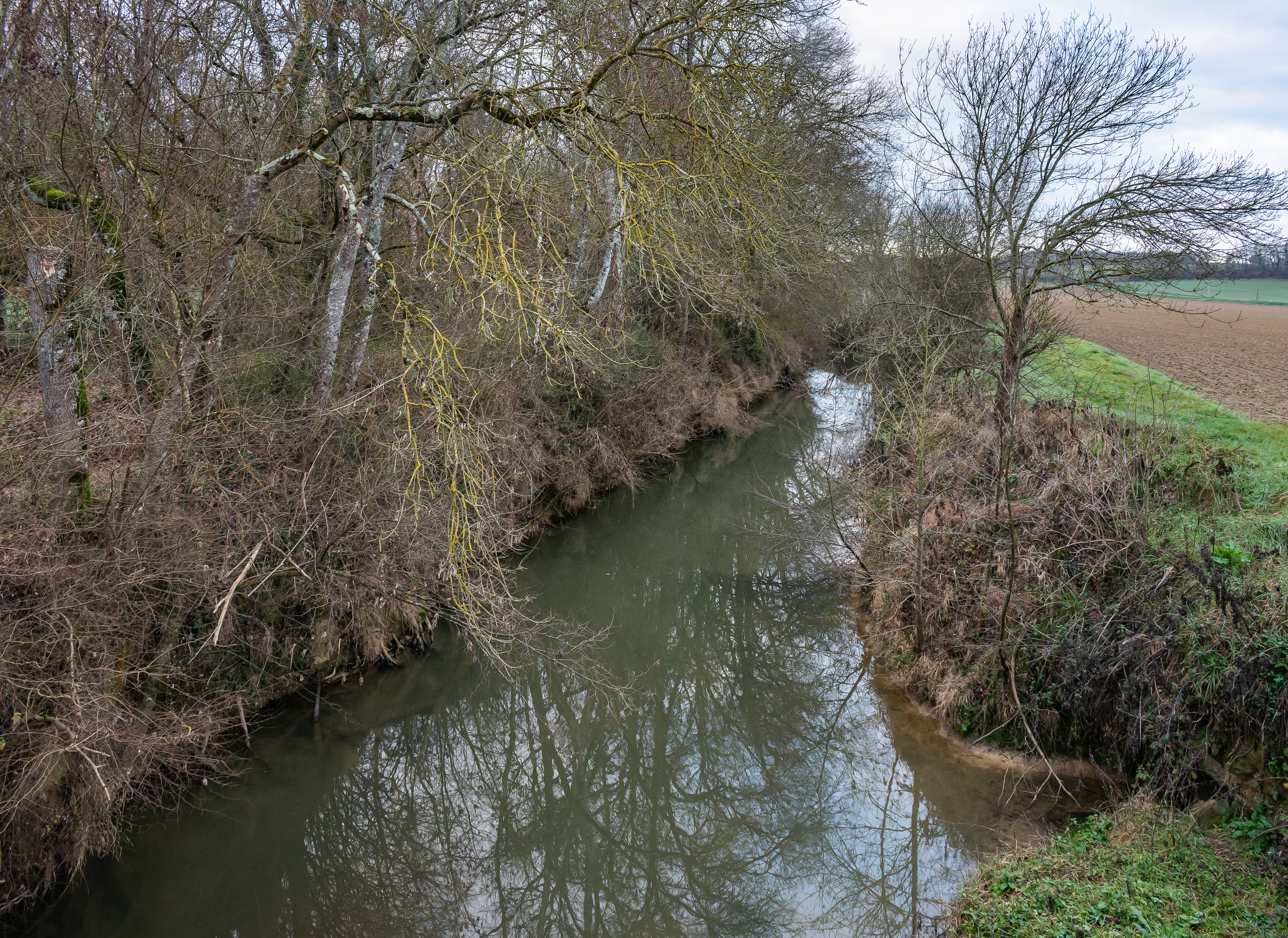
Die Gimone in Aurimont

Aurimont liegt an der Gimone, 21 Kilometer ostsüdöstlich von Auch. Nachbargemeinden sind Saint-Caprais im Nordwesten und Norden, Montiron im Norden und Nordosten, Saint-André im Osten und Südosten, Polastron im Süden, Tirent-Pontéjac im Südwesten sowie Bédéchan im Westen.

## Geschichte
1287 wurde die Bastide von Eustache de Beaumarchais gegründet.

### Bevölkerungsentwicklung
| Jahr                       | 1962 | 1968 | 1975 | 1982 | 1990 | 1999 | 2006 | 2011 | 2020 |
| Einwohner                  | 197  | 143  | 107  | 123  | 119  | 134  | 133  | 217  | 214  |
| Quellen: Cassini und INSEE |      |      |      |      |      |      |      |      |      |

## Sehenswürdigkeiten
- Kirche Saint-Loup aus dem 19. Jahrhundert

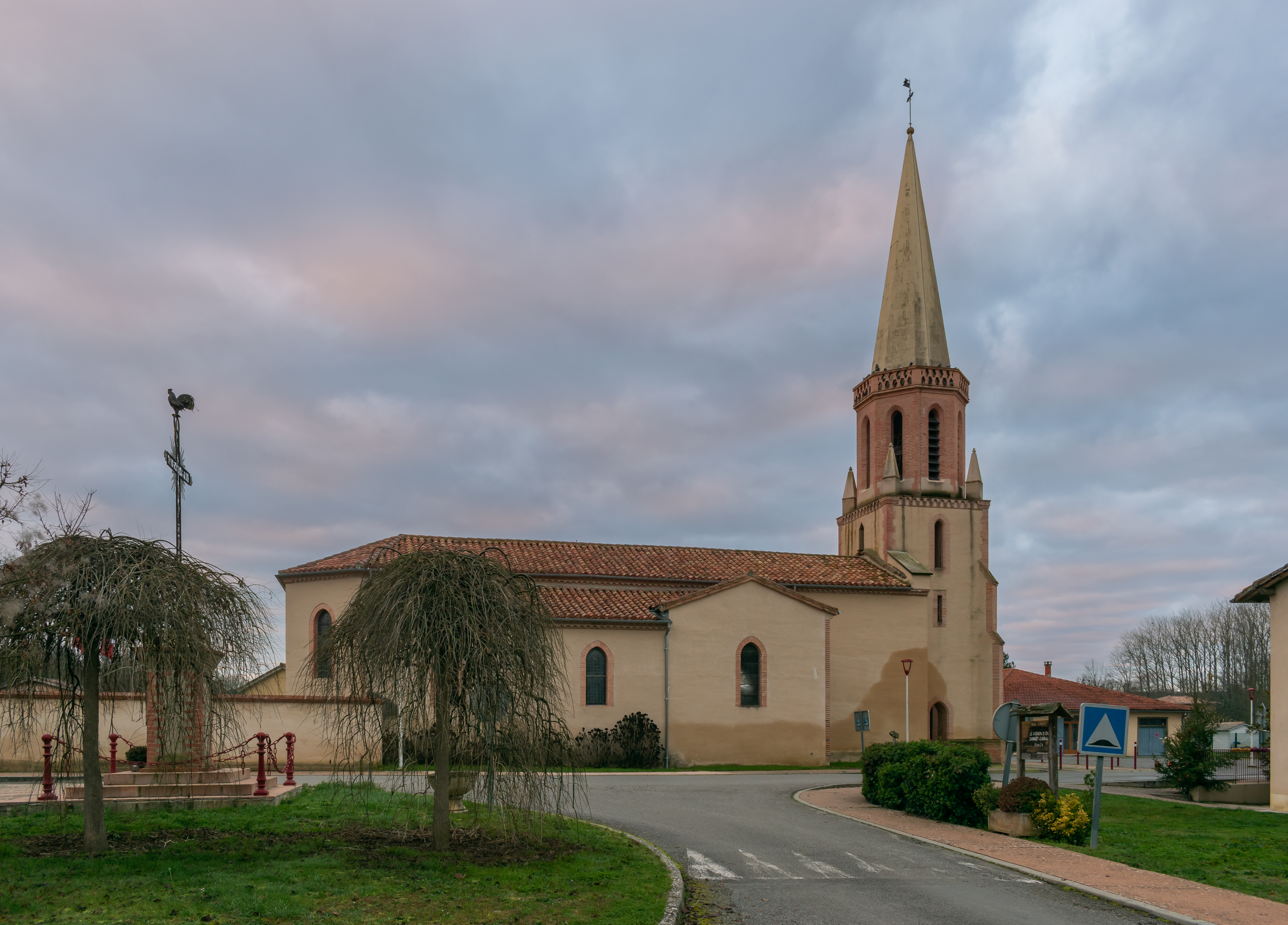
Kirche Saint-Loup
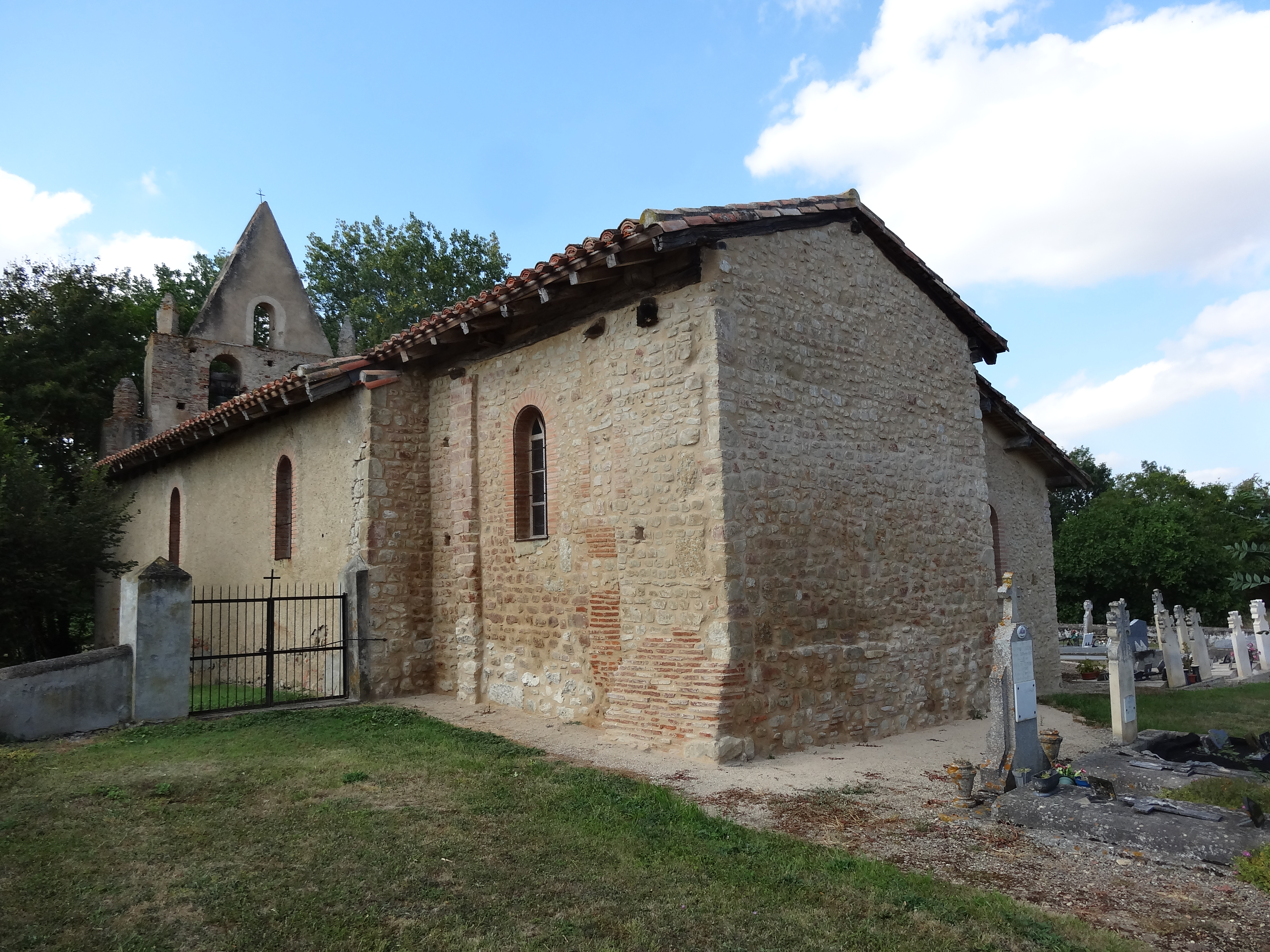
Kapelle Préchat
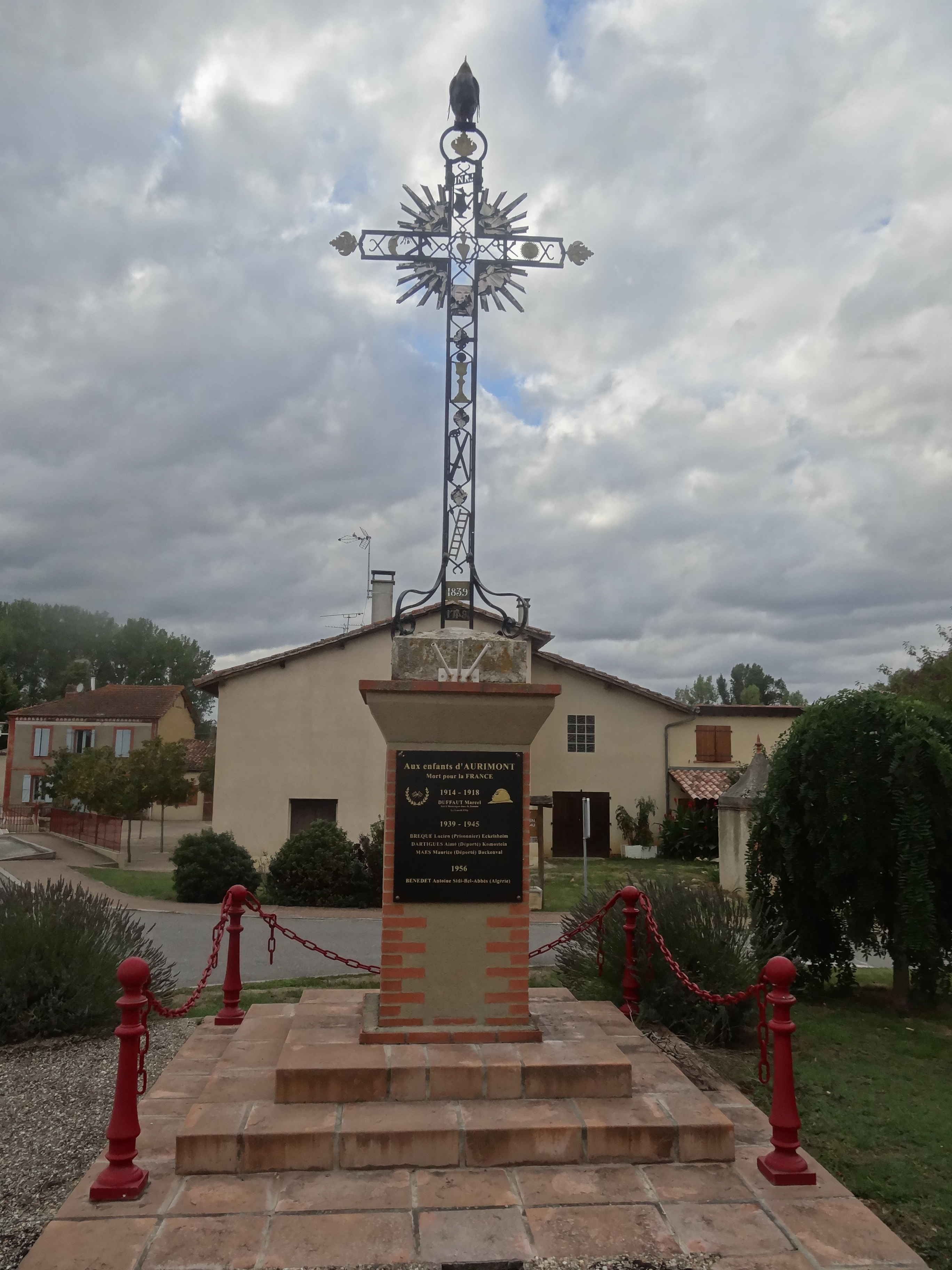
Gefallenendenkmal